# منتجع بوسيدون
منتجع بوسيدون هو سلسلة فنادق خمس نجوم تحت الماء بجمهورية جزر فيجي، بدأ التخطيط لبناءها عام 2001، ولم تُفتتح حتى الآن.

## روابط خارجية
- U.S. Submarines, Inc.
- Poseidon Undersea Resorts
- Sat Image of possible site of the first hotel location (not correct location)
- Poseidon Undersea Resort in Italiano